# Leading Tennis Clubs of Germany

Logo der Leading Tennis Clubs of Germany

Die Leading Tennis Clubs of Germany ist eine Kooperationsgruppe der nach eigener Einschätzung führenden und traditionsreichsten Tennisvereine in Deutschland.

## Geschichte
Die Kooperationsgruppe wurde 2009 gegründet und umfasst derzeit elf Tennisvereine in Deutschland. Aufgenommen werden nur die mitgliederstärksten und traditionsreichsten Vereine in Deutschland, die auf ihren Anlagen auch international bekannte Tennisveranstaltungen wie Davis Cup, Fed Cup, World Team Cup oder internationale Turniere der Spieler-Vereinigungen ATP und WTA austragen.

## Ziele
Besonders in den Bereichen Verwaltung, Finanzen, Steuern und Marketing sind der regelmäßige Informationsaustausch über alle vereinsrelevanten Themen Ziel dieser Kooperation sowie auch sportlich-gesellschaftliche Begegnungen von Mitgliedern dieser Vereine.

## Mitglieder
Mitglieder sind derzeit folgende elf Tennisvereine:
- Internationaler Tennis Club von Deutschland (Initiator)
- TC Blau-Weiss Berlin
- Rochusclub Düsseldorf
- TK Grün-Weiss Mannheim
- MTTC Iphitos München
- Frankfurter TC Palmengarten
- ETuF Essen
- Der Club an der Alster (seit 2014)
- DTV Hannover (seit 2014)
- TC Blau-Weiß Dresden-Blasewitz (seit 2020)
- KTHC Stadion Rot-Weiss